# Ediciones Encuentro
Ediciones Encuentro es una editorial española independiente fundada en 1978 por José Miguel Oriol, de vocación cristiana. Dedicada fundamentalmente a los libros de ensayo (filosofía, religión, historia, arte, educación...), ha editado a autores católicos del siglo XX como Hans Urs von Balthasar, Henri de Lubac, Joseph Ratzinger, Luigi Giussani, John Henry Newman, Paul Claudel, Charles Péguy y Flannery O'Connor.

## Colecciones
- Ensayo - Filosofía
- Ensayo - Religión
- Ensayo - Historia
- Ensayo - Arte
- Ensayo - Educación
- Ensayo - Biografías y memorias
- Ensayo - Sociedad
- Ensayo - Ciencia:
- Ensayo - Cine
- Literatura
- Cuadernos de Frontera
- Opuscula Philosophica
- Bolsillo
- Básicos
- Encuentro - Infantil
- Encuentro - Juvenil
- Studia Semitica Novi Testamenti
- Raíces de Europa
- Obras de H.U. von Balthasar